# Saloty Mendy
Pas d'image ? Cliquez ici

a Compétitions nationales et continentales officielles uniquement.

b Matchs officiels uniquement.
Saloty Mendy, né le 30 juillet 1997 à Avignon, est un joueur de rugby à XIII français évoluant au poste de pilier. Formé à Avignon et aux Dragons Catalans, il y fait ses débuts en Championnat de France avec le premier en 2014 avant de rejoindre l'équipe jeunes des Dragons, il y dispute également des rencontres avec la réserve Saint-Estève XIII Catalan avec laquelle il remporte la Coupe de France en 2018 avant de s'expérimenter en Championship fin 2018 à Barrow. Il regagne Avignon après son expérience anglaise. Enfin, il connaît une sélection avec l'équipe de France contre la Serbie fin 2018.

## Biographie
En 2021, dans le cadre d'une rencontre de préparation des Dragons Catalans, il est sélectionné dans le XIII du Président réunissant les meilleurs éléments du Championnat de France.

## Palmarès
- Collectif :
  - Vainqueur de la Coupe de France : 2018 (Saint-Estève XIII Catalan).

### Détails en sélection
| 1. | 7 octobre 2018 | Serbie | 54-2 | Amical | Remplaçant | 0 | 0 | 0 | 0 |

#### En club
| Saison    | Club                      | Compétition           | Matchs | Points | Essais | Goals | Drops |
| --------- | ------------------------- | --------------------- | ------ | ------ | ------ | ----- | ----- |
| 2014-2015 | Avignon                   | Championnat de France | 4      | -      | -      | -     | -     |
| 2015-2016 | Dragons Catalans U19      | ?                     | ?      | -      | -      | -     | -     |
| 2016-2017 | Saint-Estève XIII Catalan | Championnat de France | 6      | 8      | 2      | -     | -     |
| 2017-2018 | Saint-Estève XIII Catalan | Championnat de France | 19     | 16     | 4      | -     | -     |
| 2017-2018 | Barrow Raiders            | Championship          | 2      | -      | -      | -     | -     |
| 2018-2019 | Avignon                   | Championnat de France | 19     | 8      | 2      | -     | -     |
| 2019-2020 | Avignon                   | Championnat de France | 10     | 8      | 2      | -     | -     |
| 2020-2021 | Avignon                   | Championnat de France | 6      | 4      | 1      | -     | -     |